# 锯艳蛛
锯艳蛛（学名：Epocilla calcarata）为跳蛛科艳蛛属的动物。分布于婆羅洲、西里伯斯以及中国大陆的湖南、广东、广西、四川、云南、浙江等地，常生活于果园。该物种的模式产地在婆羅洲。